# Abbaye de Sotos Albos
L’abbaye de Sotos Albos (en espagnol Monasterio de Santa María de la Sierra) est une ancienne abbaye, bénédictine puis cistercienne, située à Collado Hermoso, dans la province de Ségovie (Castille-et-León, Espagne), connu comme « Le sanctuaire de Guadarrama par excellence » (« santuario por antonomasia del Guadarrama »).

## Histoire

### Fondation
L'abbaye est fondée en 1113 ou 1126 par des moines bénédictins, à la demande de Pierre d'Agen (es), évêque de Ségovie.

### Changement de règle
En 1201, face au déclin du monastère, l'évêque de Ségovie pense à changer la communauté le desservant. En 1212, à l'apogée de l'ordre cistercien, l'abbaye s'affilie à celle de Cîteaux ; ce sont des moines de Carracedo qui viennent renforcer la communauté existante. Le bâtiment est alors entièrement reconstruit, mais cette reconstruction dure presque un siècle. La durée de ce chantier comme l'état actuel de dégradation, pouvant s'expliquer par la faible qualité des matériaux utilisés, montrent que cette construction commence dans un temps de crise. Par la suite, les matériaux se révèlent d'un qualité bien meilleure, notamment en ce qui concerne la structure de l'abbatiale (piliers, chapiteaux).

### La décadence

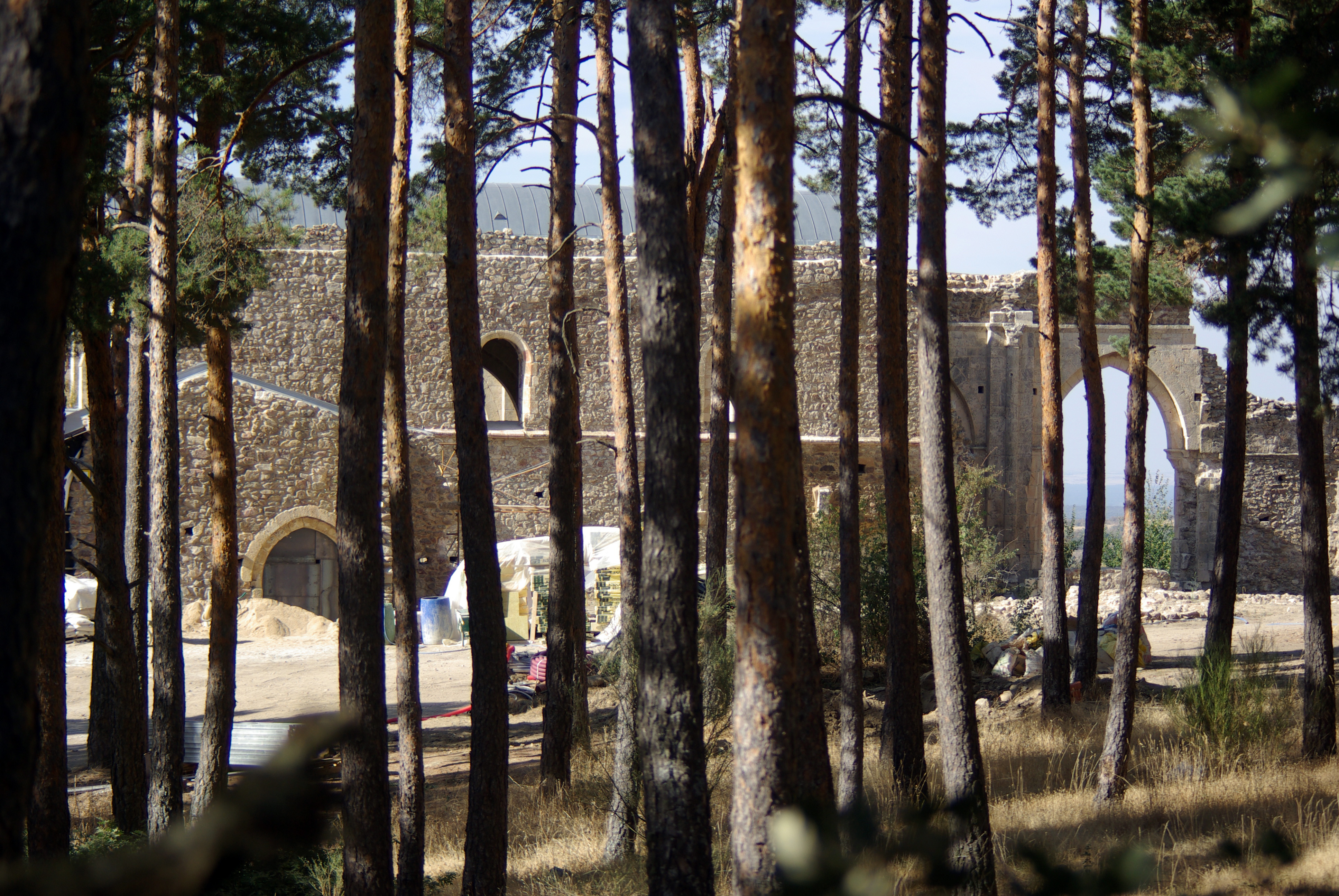
Les ruines du monastère aujourd'hui.

Le monastère connaît une période de déclin au XVe siècle, que les moines essaient d'enrayer en rejoignant la congrégation de Castille, plus proche de l'idéal primitif. Mais le déclin se poursuit et, en 1498, Sotos Albos perd sa dignité abbatiale ; l'établissement subsiste, mais comme simple prieuré de l'abbaye de Sacramenia (de).

### Après les moines
Les restes de l'abbaye ont été transformés en ferme apicole. L'abbaye a cependant été classée en bien d'intérêt culturel le 3 juin 1931 mais la dégradation s'est poursuivie, aucune action n'étant menée pour restaurer ni même préserver les ruines de la dégradation.

## L'abbatiale
L'église abbatiale comportait trois nefs de cinq travées, d'inégales hauteur : les nefs centrale et sud étaient plus hautes que la nef du côté nord. N'en restent aujourd'hui que l'abside et les voûtes de la nef sud. La façade, ornée d'une grande rosace à moitié détruite, est également encore debout.
Contrairement à la tradition cistercienne de grande sobriété, les chapiteaux sont sculptés, reproduisant en particulier des thèmes animaliers (surtout des oiseaux).

## Protection
L'abbaye fait l’objet d’un classement en Espagne au titre de bien d'intérêt culturel depuis le 3 juin 1931.